# Scarthyla goinorum
Scarthyla goinorum là một loài ếch thuộc họ Nhái bén.
Loài này có ở Bolivia, Brasil, Colombia, và Peru. Môi trường sống tự nhiên của chúng là rừng ẩm vùng đất thấp nhiệt đới hoặc cận nhiệt đới, sông ngòi, và sông có nước theo mùa. Chúng hiện đang bị đe dọa vì mất môi trường sống.